# 富榮スワンソン
富榮スワンソン（とみえすわんそん）は、日本のエステティックおよびネイルアート業界の草分け的存在であり、現役で活躍する健康美容研究家。
半世紀以上にわたり美と健康を探求し続け、講演や後継者育成にも力を注ぐ。「美・健・癒・技」研究所の所長を務め、ホリスティックなアプローチで健康と美を追求する活動を続けている。癒しの整体「日本さくら式お手当療術法」の創始者。一般社団法人日本エステティック協会特別名誉会員。

## 経歴
- 1963 年 「JAPAN 健康美容研究所」設立
- 1965 年 NY 州 クリスティンヴァルミー・インターナショナルスクール卒業
- 1973 年 CIDESCO ロンドン大会 出席
- 1974 年 中国にて東洋医学を学ぶ
- 1976 年 CIDESCO ウィーン世界大会 出席
- 1980 年 日本初のエステティック・スクール「美愛学院」設立 併設サロンを同時開設
- 1981 年 CIDSCO インターナショナル・エステティシャン・ディプロマ獲得、フランスにて美容研修
- 1982 年 NPO 法人 日本ネイリスト協会創設メンバーとしてネイルの普及に尽力
- 1985 年 中国・タイ・韓国・オーストラリア・アメリカにてホリスティックを習得
- 1996 年 富榮未来塾を開塾、塾長就任、癒しの整体法「ラムン・ラマイ整体セラピー®」を創出
- 1997 年 日本健康生活指導員育成協会 理事長就任
- 2002 年 癒しの整体法「日本さくら式お手当療術法®」、「アンチエイジング・トータルセラピー」を創出
- 2007 年 国際代替医療学院 学長就任 （2016 年退任） 日本に於ける代替医療の普及、発展を目指す
- 2009 年 インドネシア・タイ・中国・フランス・香港の一流校との姉妹提携を進める
- 2010 年 一般社団法人日本エステティック協会、技能五輪大会の国内代表選手選出の最終審査員に招かれる
- 2010 年 NPO 法人日本ネイリスト協会より、創設期の功労者として表彰を受ける
- 2012 年 第一回「CIDESCO-NIPPON 功労賞」受賞 スイス大使館にて授与される
- 2012 年 日韓女性親善協会創立 35 周年 記念式典にて講演
- 2013 年 一般社団法人日本エステティック協会創立 40 周年に於いて名誉会員に推挙される
- 2013 年 韓国春海保険大学「皮膚美容デザイン学科」の生徒に研修・指導をする
- 2015 年 NPO 法人日本ネイリスト協会創立 30 周年に於いて功労賞授与・名誉会員に推挙される[1]
- 2016 年 医学博士 高橋 徳先生の統合医療クリニックにて、癒しの整体を実施
- 2017 年 「美 ・健 ・癒 ・技 」研究所を設立
- 2018 年 東久邇宮記念賞 を受賞 美と健康一筋の道 満ちて輝く感謝の集い祝賀会
- 2019 年 東久邇宮文化褒賞 を受賞、イスラエルビジネスツアーに団員として参加
- 2020年 第132回全国経営者大会にて登壇「人生100年時代を生き抜く！」経営者のための健康寿命を延ばすゴールデンルールをテーマに講演
- 2021年 第133回全国経営者大会にて登壇決定「人生100年時代をいかに生きるか」経営者のための健康寿命を延ばす法について講演[2]
- 2021年 東久邇宮平和賞を受賞
- 2022年 一般社団法人日本エステティック協会50周年記念式典にて49年永年功労賞を授与される
- 2022年 ７月8日「美・健 ・癒 ・技」研究所設立５周年を迎える
- 2022年 10月 ビューティワールドジャパン関西において一般社団法人日本エステティック協会のオファーを受け講演[3]
- 2023年 6月一般社団法人日本エステティック協会特別名誉会員の証を授与される
- 2023年 6月同協会より業界の発展のため５０年に亘る献身的活動の功績に対し感謝状を授与される

### 公式サイト
- 「美 ・健 ・癒 ・技 」研究所
- オンラインサロン「Swanson World」

### 公式SNS
- Instagram
- YouTube
- TikTok